# Plan de Limón, Papantla
Plan de Limón är en ort i Mexiko.   Den ligger i kommunen Papantla och delstaten Veracruz, i den sydöstra delen av landet, 220 km öster om huvudstaden Mexico City. Plan de Limón ligger 64 meter över havet och antalet invånare är 364.
Terrängen runt Plan de Limón är platt åt sydväst, men åt nordost är den kuperad. Runt Plan de Limón är det ganska tätbefolkat, med 230 invånare per kvadratkilometer. Närmaste större samhälle är San José Acateno, 14,1 km söder om Plan de Limón. Omgivningarna runt Plan de Limón är en mosaik av jordbruksmark och naturlig växtlighet.